# Charlie Nearburg
Charlie Nearburg (Dallas, 6 de setembro de 1950) é um ex-automobilista e empresário norte-americano.
Nearburg é fundador da Nearburg Explorations, uma empresa de petróleo e exploração de gás. Ele utilizou o lucro do seu negócio bem sucedido para financiar o automobilismo na sua carreira, tornando-se um  concorrente por longo tempo da Fórmula Toyota Atlantic. Em 1997, ele levou nas 24 Horas de Le Mans em uma Ferrari 333 SP Motorsports e fez três aparições na Champ Car pela Payton-Coyne. Dale Coyne, dono da equipe, mostrou-se particularmente orgulhoso dos progressos realizados por Nearburg, declarando em 2004, numa entrevista: "Charlie Nearburg é um exemplo que eu adoro - ele era um cara que era mais velho, ele era casado, tinha filhos e sempre quis fazer estas raças. Então ele veio com a gente, fez três corridas, e nós lhe empurrado um pouco, mas com o tempo, ele era muito respeitável - e ele tem que levar com ele para o resto da sua vida".
Aos 47 anos de idade, Nearburg faz parte de pilotos profissionais aposentados depois da sua meteórica experiência na Champ Car.